# Liste der Monuments historiques in Peumerit-Quintin
Die Liste der Monuments historiques in Peumerit-Quintin führt die Monuments historiques in der französischen Gemeinde Peumerit-Quintin auf.

## Liste der Bauwerke
| Bezeichnung             | Beschreibung | Standort | Kennzeichnung | Schutzstatus | Datum | Bild           |
| ----------------------- | ------------ | -------- | ------------- | ------------ | ----- | -------------- |
| Friedhofskreuz in Loc’h |              | (Lage)   | PA00089388    | Inscrit      | 1930  | weitere Bilder |
| Kapelle in Loc’h        |              | (Lage)   | PA00089387    | Inscrit      | 1930  | weitere Bilder |

## Liste der Objekte
- Monuments historiques (Objekte) in Peumerit-Quintin in der Base Palissy des französischen Kultusministeriums